# Seasons
Seasons war ein digitaler Spartenkanal in Deutschland, der auf der digitalen Plattform DF1 ausgestrahlt wurde.
Seinen Sendebeginn hatte der Sender am 21. Juni 1997, knapp ein Jahr nach dem Sendestart von DF1 (Juli 1996). Veranstaltet wurde das Programm von der Seasons Television GmbH & Co.KG unter dem Dach des französischen Unternehmens MultiThématiques GmbH in München. Erste Sendungen wurden bereits ab März 1996 auf mTh, dem Promokanal des Veranstalters ausgestrahlt. Die medienrechtliche Zulassung erhielt der Sender von der Bayerischen Landeszentrale für neue Medien. Aus finanziellen Gründen wurde jedoch der Sendebetrieb zum 30. September 2001 eingestellt.

## Programm
Seasons war der erste Fernsehsender für Angler, Jäger und andere Naturliebhaber und sendete täglich 16 Stunden Programm und zeigte Dokumentarfilme, Magazine und Ratgeber zu den Themen Jagen, Fischen und Natur. Spezielle Sendungen waren SEASONS Aktuell und SEASONS - Geschichten von Anglern und Jägern. Bei Seasons vermittelten Experten ihr Wissen und erzählen aus ihren Jagderfahrungen.

## Seasons International
Neben dem deutschen Ableger des Kanals, gab es auch noch weitere Seasons-Programme im internationalen Bereich. So sendete Seasons ebenso in Frankreich, Italien und Spanien.

## Anteilseigner
Die Gesellschaftsrechtliche Struktur der MultiThématiques GmbH als Veranstalterin von Seasons bestand zu 100 % aus der MultiThématiques S.A., Boulogne-Billancourt/Frankreich, an der wiederum zu 27,42 % die Canal+ Group, Paris beteiligt war. Ebenso zu 9,09 % Vivendi Universal S.A., 27,42 % Liberty Media International und 27,42 % Lagardère SCA sowie 8,64 % Part´Com, der CDC Participations (Caisse des Depôts er Consignations).